# حسین البیری
حسام‌الدین حسین البیری (؟ - ۱۵۱۶م) (حسین بن حسن بن عمر) فقیه شافعی، صوفی، مترجم، ادیب و شاعر عربی شامی بود که به زبان‌های ترکی و فارسی نیز آشنایی داشت و به این دو زبان نیز سُرود. او بخش‌هایی از مثنوی را از فارسی به عربی ترجمه کرد، و همچنین از منطق‌الطیر. «رسالةٌ فی القطب والإمام» از تألیفات اوست. شهرت او برگرفته از البیره، بر کنارهٔ فرات است.